# Токе Талагі
Токе Талагі (9 січня 1951, Алофі — 15 липня 2020, там само) — державний діяч та Прем'єр Ніуе (2008—2020).

## Життєпис
Під час прем'єрства Токе Талагі, з ініціативи Ніуе, в листопаді 2011 року, було створено Співдружність лідерів полінезійських держав. Метою цієї організації стало співробітництво держав, розташованих в Полінезії в області торгівлі, інвестування, культури, освіти. Талагі в різний час обіймав посади міністра фінансів, міністра освіти і заступником прем'єр-міністра. У Ніуе відсутні будь-які політичні партії, тому Талагі є незалежним кандидатом. Токе Талагі також є президентом Союзу регбістів Ніуе. У 2008 році був головою Форуму Тихоокеанських островів. А в травні 2009 року Талагі Співголовував разом з японським прем'єр-міністром Асо Таро на П'ятій зустрічі глав тихоокеанських держав, що пройшла в місті Хоккайдо.
Токе Талагі помер 15 липня 2020 року в віці 69 років.